# Orquestra Típica Scalabitana
Orquestra Típica Scalabitana é uma orquestra típica constituída por cerca de 40 elementos, com idades compreendidas entre os 12 e os 65 anos, com reportório inspirado no folclore e na música popular portuguesa, e apresenta-se com os trajes característicos do Ribatejo desde 1948. Os instrumentos que compõem os seus naipes são: 6 bandolins, duas flautas, 1 flautim, 2 acordeões, 3 violas, 2 violões e uma bateria. O Coro da Orquestra, constituído em 1959, apresenta vozes masculinas (Tenores e Baixos) e femininas (Sopranos e Contraltos).

## História
A Orquestra Típica Scalabitana nasceu em Março de 1946, constituída por cerca de vinte músicos amadores, com o nome original de "Coral e Orquestra Típica Ribatejana".
António Gavino foi o seu primeiro director musical, e transmitiu à orquestra toda a sua personalidade, até ao ano de 1952, e ajudou-a a alcançar grandes sucessos no mundo da música.
Durante as suas seis décadas de actividade a Orquestra Típica Scalabitana foi dirigida pelos seguintes maestros:
- António Gavino (de 1946 a 1952 / de 1976 a 1997)
- Casimiro Silva (de 1953 a 1957 / de 1967 a 1974)
- Joaquim Luís Gomes (de 1958 a 1965)
- David Costa e Silva (1966)
- Victor Bonjour (1975)
- Jorge Costa Pinto (desde 1998 a 2009)
- João Manuel Pinote (desde 2009 a 2016)
- Abilio Figueiredo (desde 2017 até à actualidade)

A Orquestra Típica participou ainda em diversos filmes e documentários, com especial relevo para "Sinfonia Ribatejana" e "Usos e Costumes dos Povos" (1952) e alcança o 1º Prémio dos "Ídolos do Espectáculo" (1957), no espectáculo do Coliseu dos Recreios, ao vivo e em directo para a R.T.P.
Realizou espectáculos em quase todo o território nacional (Continente e Madeira) e em Espanha, França, Bélgica, Alemanha, Luxemburgo e Macau, em diversos festivais.
Começou a gravar discos em 1958, com o EP "Orquestra típica dir. Joaquim Luís Gomes", e depois em 1964, com o álbum "Ribatejo", e ambos foram um grande êxito em vendas e nas rádios, nomeadamente na Emissora Nacional e na Rádio Renascença.
O mesmo aconteceu em 1973, com o álbum "Vara Larga", editado pela "Orfeu" da Arnaldo Trindade e Companhia, recentemente editado em CD pela Companhia Nacional de Música, em 15 de Maio de 2005.
Seguiram-se os discos "Do Lado de Cá do Tejo" de 1982, para a "Decca", etiqueta "Valentim de Carvalho", "Borda d'Água" de 1988, e outros mais, onde a Orquestra Típica Scalabitana deixou registada grande parte do seu reportório para a posterioridade.
Em Março de 1996, a Câmara Municipal de Santarém atribuiu a Medalha de Ouro da Cidade, por ocasião do 50º Aniversário da Orquestra.
Em 2011, um novo CD, que reúne em compilação algumas das gravações mais importantes da Orquestra, numa espécie de antologia histórica da Orquestra Típica Scalabitana.
Ainda hoje, esta Orquestra Típica mantém-se em constante actividade, com o auxílio e o patrocínio totais da Câmara de Santarém.

## Discografia
- "Ribatejo" - Joaquim Luís Gomes (1964) (Alvorada)

1 - Víndimas
2 - Zé dos Figos
3 - Pampilho ao Alto
4 - Trovas da nossa Terra
5 - Círio da Atalaia
6 - Lezíria
7 - Ronda Ribatejana
8 - Manel da Eira
9 - Fandango
10 - Montanheira
11 - Desgarrada do Vale de Santarém
- "Vara Larga" - Casimiro Silva (1973) (Orfeu)

1 - Ribatejo
2 - Salgueiros do Tejo
3 - Faisão
4 - Não Saltes o Muro
5 - Talvez
6 - Quem Canta Seu Mal Espanta
7 - Vara Larga
8 - Chula
9 - Menina Cata-vento
10 - Não me Lembres Esta Moda
11 - Romarias
- "Do lado de cá do Tejo" - António Gavino (1982) (Decca)

1 - Do Lado de Cá do Tejo
2 - Será Não Será, Sabes Lá
3 - Olha o Velho
4 - Que bem que lhe vai
5 - Marcha Ribatejana (Vocal)
6 - Canção das Ceifeiras
7 - Rio Abaixo
8 - Amor às Avessas
9 - Sabes Amigo
10 - O Comboio da Beira Baixa
11 - Eu Fico Sempre no Cais
12 - Fandango da Golegã
- "Borda D'Água" - António Gavino (1988) (EMI-Valentim de Carvalho)

1 - Borda d'Água
2 - Meia-Noite, o Sol é Posto
3 - Carreirinhas
4 - Declaro-me Livre
5 - Vira dos Malmequeres
6 - Parabéns Cidade
7 - Moda a 2 Passos
8 - Dia de S. Martinho
9 - Vira da Rapioca
10 - Espalho o Meu Coração Por Essas Ruas
11 - Abegão de Folga
12 - Ribatejano
- "Quando havia milho rei" - António Gavino (1991)

1 - Quando Havia Milho Rei
2 - Galopa Galopa
3 - Barcaça Perdida
4 - Canto Ribatejano
5 - Vira Picado
6 - Amor Tresmalhado
7 - Lezíria Verde
8 - Meditei
9 - Santarém do Ribatejo
10 - Canto da Lezíria e do Bairro
11 - Vira da Tapada
12 - Eu te canto Ribatejo
- "45 anos depois..." - António Gavino (1991) (Movieplay Portuguesa)

1 - Baile da Adiafa
2 - Seca-Adegas
3 - Vira de Seis
4 - O Ribatejo é Solteiro
5 - Conversa Fiada
6 - Forcados de Santarém
7 - Derriço de Campino
8 - Pisa com Jeito
9 - Éh Nazaré
10 - Eu Pedi-te Um Beijo
11 - Melancolia
12 - Os Três Santos Populares
- "Marcha Ribatejana" - António Gavino (1994) (Movieplay Portuguesa)

1 - Marcha Ribatejana (Instrumental)
2 - Beijei Olais em Flor
3 - Nascer Aqui
4 - Concertinas no Adro
5 - Dizem P'raí
6 - Padeirinha
7 - Dança na Eira
8 - Casamento na Aldeia
9 - Arriba Tejo
10 - Dias das Bateiras
11 - Meu Sal, Meu Sol
12 - Os Olhos da Marianita
- "Fandangando" - Jorge Costa Pinto (2004) (Jorsom)

1 - Esboço de Faena
2 - Fandangando
3 - Senhora do Livramento
4 - Vira Ribatejano
5 - Roseira Brava
6 - Alecrim
7 - Levei o Fado à Feira
8 - Chaminés Algarvias
9 - Recordações
10 - Vira do Minho
11 - Seca-Adegas
12 - Pampilho ao Alto
13 - O Trevo
14 - Toño
15 - Marcha Ribatejana
- "65 Anos a Cantar Ribatejo" (Colectânea - Bodas de Platina da O.T.S.) (2011)

1 - Marcha Ribatejana
2 - Fandango da Golegã
3 - Desgarrada do Vale de Santarém
4 - Não Me Lembres Esta Moda
5 - Vira da Rapioca
6 - Canção das Ceifeiras
7 - Quando Havia Milho Rei
8 - Arriba Tejo
9 - Vira de Seis
10 - Sabes Amigo
11 - Salgueiros do Tejo
12 - Ribatejo
13 - Eu Fico Sempre No Cais
14 - Olha o Velho
15 - Dizem P'raí
16 - Os Três Santos Populares
17 - Abegão de Folga
18 - Vira Picado
19 - Nascer Aqui
20 - Manel da Eira
21 - Derriço de Campino
22 - Será, Não Será, Sabes Lá
23 - Fandango
24 - Via da Tapada
25 - Eu Te Canto Ribatejo
26 - Padeirinha
27 - Do Lado de Cá do Tejo
- "Campinos da Borda d´Água"  - Abilio Figueiredo (2024)

1. Campinos da Borda d'água 
2. Boleeiros
3. Amor de Campino
4. Limão
5. Deixar Santarém
6. A tua Saia de Roda
7. Vira das Caneiras
8. Meu Amor é Fandanguista
9. Fado do Campino
10. Vem Namorar Santarém
11. Toiro Tresmalhado 
12. O Fado
13. Chula do Mouchão
14. Vira do Ribatejo